# Шуменски частен революционен комитет
Шуменският частен революционен комитет (ШРК) е основан от революционен комитет на ВРО в Шумен, Османска империя.
Предполага се, че революционният комитет в Шумен е учреден през втората половина на август 1869 г. Основател е Васил Левски. През 1869 г. Панайот Волов заминава да учи в Александровската гимназия на град Николаев (Русия), но след смъртта на Апостола на свободата, ( 1873 г. ) прекъсва образованието си и се завръща в родината, за да се включи в дейността на революционните комитети. По негова инициатива на 22 юли 1873 г. е проведено събрание за възобновяване на Шуменския революционен комитет, на което е избран за председател.

## Членове
През 1874 г. Шуменския частен революционен комитет е под ръководството на Панайот Волов.
- Атанас Стойков, председател след Волов
- Вълю Харизанов,
- Върбан Димитров,
- Драган Стоянов,
- Марин Хашламов,
- Митю Чакъров,
- Рафаил Мощев, след Освобождението търгува с висящи и стоящи газени лампи
- Стефан Русев,
- Тодор Велков (Твърдински),
- Тодор Рахнев.

## Дейност
На 15 септември в Шумен пристига куриер от Русе, който носи нареждане от БРЦК за обявяване на въстанието на 17 септември. Атанас Стойков свиква събрание, за да извести за него. Някои от местните войводи се противопоставят, като изтъкват, че моментът не е подходящ. Ръководството надделява и дава нареждане да започне формиране на въстанически отряд. Съгласно с приетия план за практически действия отрядът заедно с въстаниците, които се очаквало да се присъединят към него от Преслав, Драгоево, Смядово и други селища, трябвало да се отправи към Котленския Балкан, за да действа заедно с въстаниците от Сливенско и Котленско. Сборното място, определено за събиране на въстаниците на 16 септември е Дивдядово. Вместо 60-70 души обаче се явяват само 12. Отрядът има знаме, извезано от сърмаджията Малчо Христов. Въстаниците се отправят към с. Драгоево, което достигат на следващия ден. Тук те се снабдяват с докараното от Мощев оръжие и боеприпаси. От с. Драгоево към отряда не се присъединява никой, тъй като са известени за предприетите от турските власти арести. На 20 септември въстаниците достигат с. Върбица. Там към тях се присъединява Драган Стоянов, който предварително е напуснал Шумен, за да се свърже с комитетските хора в Преслав и Върбица. Присъединяват се и още няколко въстаници и заедно продължават към Котел, като достигат района на вр. Погледец близо до града. Разбират, че в Котел и Сливен въстанието не е избухнало. Тогава е взето решение отрядът да се разпусне. Оръжието скриват в гората. Турските власти извършват арести. Част от задържаните са съдени. Осем души от тях са заточени до живот в Мосул, Ирак. 

## Допълнително четиво
- Доротея Георгиева, Минко Пенков, Спомени за Шуменския революционен комитет на Вълю Харизанов. Спомени на Рафаил Г. Мощев. – В: Сб.“Шумен и Шуменско. ХV–ХІХ век“. Документи и материали. // Шумен, 1996 / с. 421 – 424.

1. ↑  Милена Андреева, Панайот Волов и Дивдядово // Известия на РИМ-Шумен, книга 17, 2017 / стр. 200